# چراغ‌آباد (دهگلان)
چراغ‌آباد (دهگلان)، روستایی از توابع بخش بلبان آباد شهرستان دهگلان در استان کردستان ایران است.

## جمعیت
این روستا در دهستان ئیلاق جنوبی قرار دارد و براساس سرشماری مرکز آمار ایران در سال ۱۳۸۵، جمعیت آن ۴۳۹ نفر (۱۰۸خانوار) بوده‌است.